# Национальная сцена

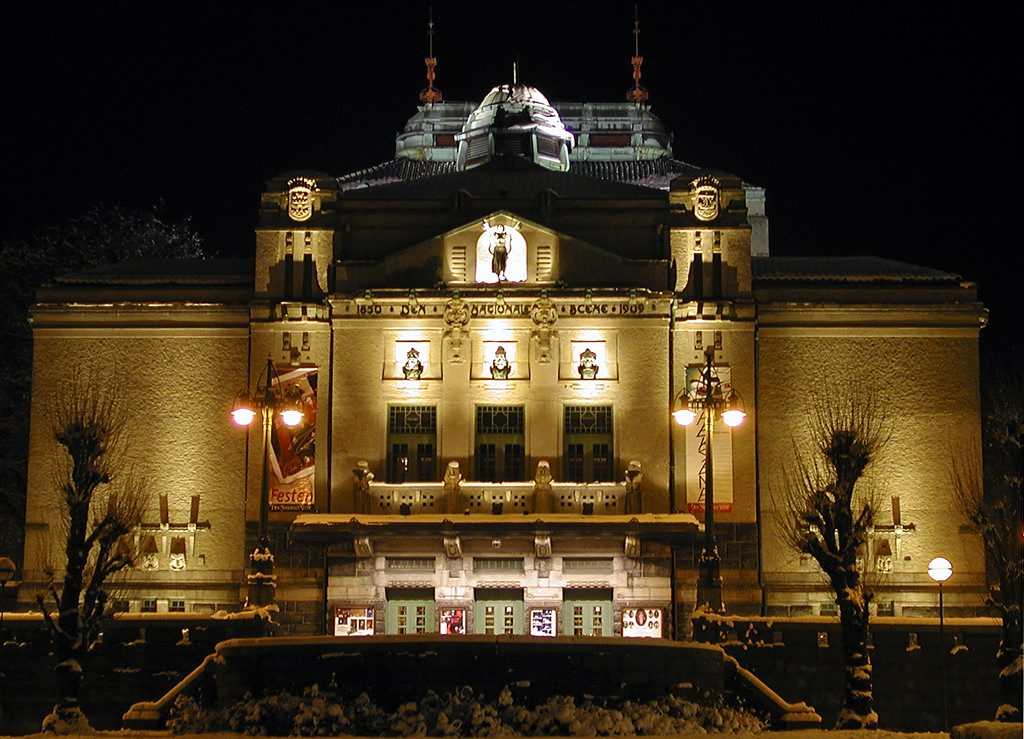
Национальная сцена

Национальная сцена (норв. Den Nationale Scene) — старейший норвежский театр, расположенный в Бергене. Перед театром расположены памятники драматургам Бьёрнстьерне Бьёрнсону и Нурдаль Григу.

## История
Театр был открыт в 1850 году композитором и скрипачом Оле Буллом, основателем труппы Норвежский театр (Det Norske Theater), которая в 1863 году прекратила своё существование по экономическим причинам. За время существования театра Булл пригласил на работу тогда ещё неизвестного Генрика Ибсена, который с 1851 до 1857 годов был в театре режиссёром и оформителем сцены. После Ибсена художественным руководителем театра стал Бьёрнстьерне Бьёрнсон (1857—1859), при котором в театр попала Ранди Бренне. 
В 1876 году был основан фонд Национальная сцена и работа театра возобновилась.
В 1895 году специальным комитетом было принято решение о сооружении нового здания, которое открылось для публики 19 февраля 1909 года. Архитектором нового театра был Эйнар Оскар Шоу.
В 1940 году здание театра пострадало от взрыва снаряда, однако после многочисленных реставраций театр продолжает свою работу. С 1993 года здание театра получило статус памятника истории и архитектуры.
В театре работают 150 человек, из которых 40 актёров. Большой зал театра (Store Scenen) вмещает 450 зрителей. Театр проводит более 550 спектаклей в год.